# Červená Hora
Červená Hora település Csehországban, Náchodi járásban. Červená Hora Žernov, Studnice, Červený Kostelec és Slatina nad Úpou településekkel határos. Lakosainak száma 191 fő (2024. január 1.).

## Népesség
A település lakosságának változását az alábbi diagram mutatja:
| Lakosok száma | 329  | 317  | 229  | 205  | 204  | 186  | 193  | 200  | 199  | 191  |
|               | 1869 | 1890 | 1921 | 1950 | 1980 | 2001 | 2017 | 2019 | 2022 | 2024 |